# Triton (mytologi)

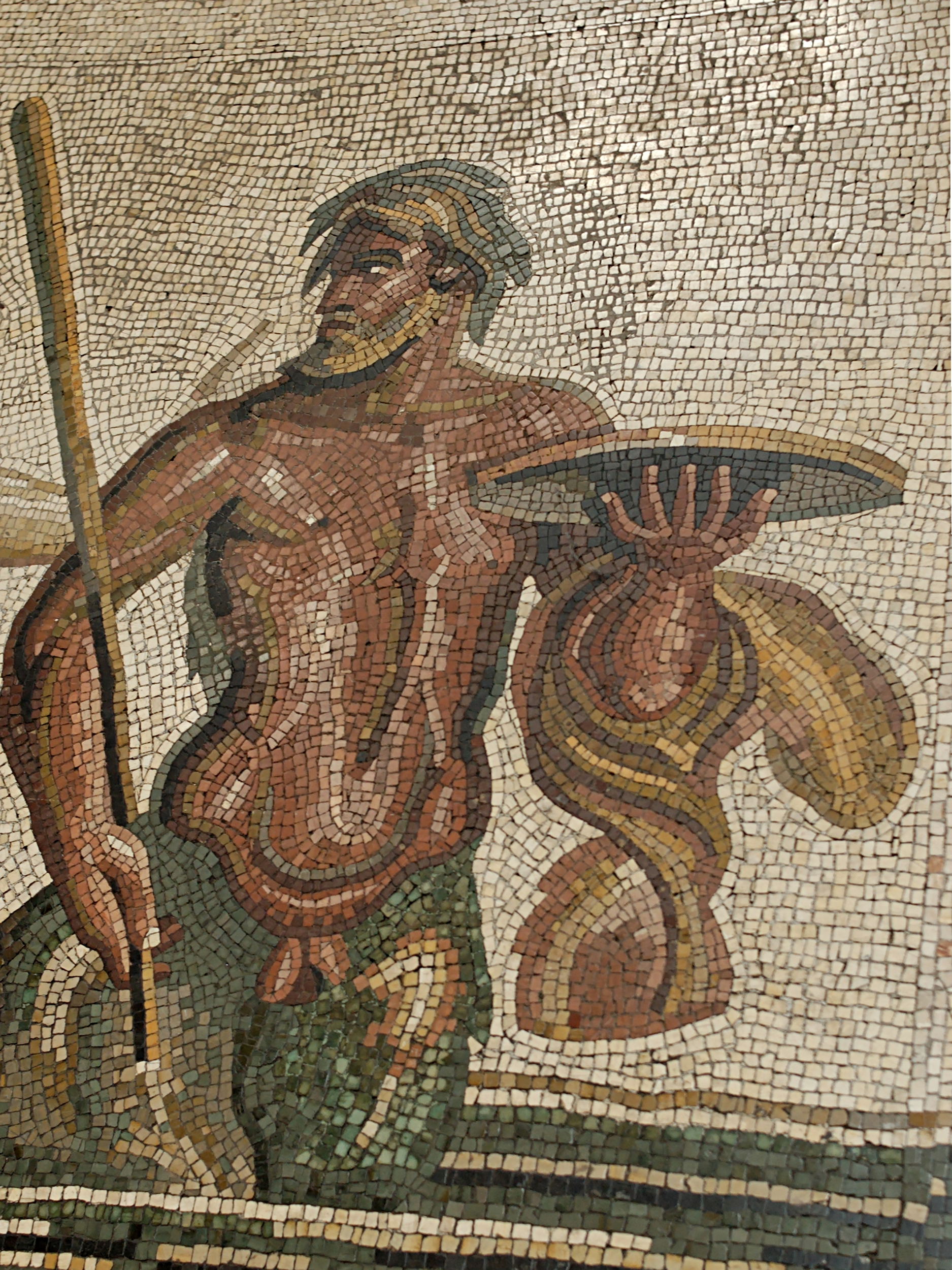
Triton. Romersk mosaik

Triton var i grekisk mytologi son till havsguden Poseidon och havsgudinnan Amfitrite. Triton var hälften människa och hälften fisk (till överkroppen en man med en fena från midjan). Enligt den grekiske skalden Hesiodos bodde Triton i ett gyllene palats under havsytan tillsammans med sin mor och far.
Triton styrde vågorna genom att blåsa i sitt avlånga snäckskal. Ljudet som kom ur snäckskalet hjälpte ofta till att skrämma jättar på flykt.
I Disneys film Den lilla sjöjungfrun låter filmskaparna Triton vara far till huvudpersonen Ariel i Hans Christian Andersens berömda saga  Den lilla sjöjungfrun.